# Зарем-Калає
Зарем-Калає (перс. زارم كلايه) — село в Ірані, у дегестані Кіяшахр, у бахші Кіяшахр, шагрестані Астане-Ашрафіє остану Ґілян. За даними перепису 2006 року, його населення становило 99 осіб, що проживали у складі 31 сім'ї.

## Клімат
Середня річна температура становить 14,46 °C, середня максимальна – 28,26 °C, а середня мінімальна – -0,34 °C. Середня річна кількість опадів – 1176 мм.
| Клімат поселення                              | Клімат поселення | Клімат поселення | Клімат поселення | Клімат поселення | Клімат поселення | Клімат поселення | Клімат поселення | Клімат поселення | Клімат поселення | Клімат поселення | Клімат поселення | Клімат поселення | Клімат поселення |
| Показник                                      | Січ.             | Лют.             | Бер.             | Квіт.            | Трав.            | Черв.            | Лип.             | Серп.            | Вер.             | Жовт.            | Лист.            | Груд.            |                  |
| Середній максимум, °C                         | 8,62             | 9,30             | 11,93            | 17,45            | 21,77            | 25,58            | 28,26            | 28,01            | 24,84            | 20,80            | 15,88            | 11,69            |                  |
| Середня температура, °C                       | 4,14             | 4,82             | 7,45             | 12,98            | 17,30            | 21,10            | 24,28            | 24,05            | 20,88            | 16,85            | 11,92            | 7,73             |                  |
| Середній мінімум, °C                          | −0,34            | 0,34             | 2,98             | 8,50             | 12,82            | 16,64            | 20,33            | 20,08            | 16,92            | 12,88            | 7,96             | 3,77             |                  |
| Норма опадів, мм                              | 112              | 92               | 86               | 45               | 44               | 31               | 31               | 62               | 139              | 218              | 179              | 137              |                  |
| Середньомісячна швидкість вітру, м/с          | 2.40             | 2.50             | 2.50             | 2.42             | 2.45             | 2.70             | 2.61             | 2.40             | 2.18             | 2.20             | 2.10             | 2.20             |                  |
| Середньомісячна сонячна радіація, кДж/м²·день | 6902             | 8980             | 10930            | 15483            | 19863            | 22004            | 22594            | 18955            | 15332            | 10674            | 8503             | 6609             |                  |
| --------------------------------------------- | ---------------- | ---------------- | ---------------- | ---------------- | ---------------- | ---------------- | ---------------- | ---------------- | ---------------- | ---------------- | ---------------- | ---------------- | ---------------- |
| Джерело:                                      |                  |                  |                  |                  |                  |                  |                  |                  |                  |                  |                  |                  |                  |